# Calvignac
Calvignac é uma comuna francesa na região administrativa da Occitânia, no departamento de Lot. Estende-se por uma área de 17.89 km², e possui 205 habitantes, segundo o censo de 2018, com uma densidade de 11 hab/km².